# Altha adala
Altha adala är en fjärilsart som beskrevs av Moore 1859. Altha adala ingår i släktet Altha och familjen snigelspinnare. Inga underarter finns listade i Catalogue of Life.